# Admiral Nachimow (Film)
Admiral Nachimow ist ein sowjetischer Film des Regisseurs Wsewolod Pudowkin aus dem Jahr 1946. Das Buch stammte von Igor Lukowski.
Pudowkin drehte den Film als Charakterstudie über den in Russland verehrten Admiral und Verteidiger von Sewastopol, Pawel Nachimow († 1855), musste den Film aber unter Stalins Zensur stark verändern. Die örtlichen Stellen forderten einen Film mit einer vordergründigen Darstellung Nachimows als Kriegsheld. Trotz der starken Zensur gilt der Film als bedeutendes sowjetisches Nachkriegswerk. Aufführungen fanden auch im Ausland statt.

## Inhalt
1853 bahnt sich ein Krieg zwischen Russland und der Türkei an. Führende Leute des Landes machen sich Sorgen um das Schicksal ihrer Heimat und ihres Volkes. Unter ihnen ist Admiral Nachimow. Als Träger der glorreichen militärischen Traditionen der russischen Flotte schlägt er vor, den Bosporus durch das russische Geschwader zu besetzen, um die Schwarzmeerküste vor der türkischen Invasion zu schützen. Doch der engstirnige, arrogante Höfling Fürst Alexander Sergejewitsch Menschikow weist Nachimows Plan zurück.
Als die Türkei, wie befürchtet, Russland den Krieg erklärt, bricht Nachimow mit einem kleinen Geschwader in die Bucht von Sinop ein. Seine Leute liefern sich mit einem riesigen türkischen Geschwader eine kühne Schlacht. Nach ihrem Sieg nehmen sie eine Gruppe türkischer Admirale gefangen, darunter der führende Osman Pascha. Verärgert über ihr Niederlage in der Schlacht von Sinop bildet sich eine mächtige antirussische Koalition, die von den britischen Konservativen und dem französischen Kaiser Napoleon III. angeführt wird. 
Die Vereinigte anglo-französisch-türkische Staffel, die viele Schiffe mit Dampfmaschinen umfasst, rüstet sich zum Gegenschlag und nähert sich der Küste der Krim und somit der Hafenstadt Sewastopol. Die russische Segelflotte stellt sich dagegen und blockiert den Zugang zur Bucht, sodass die fremden Schiffe die Stadt nicht erreichen können. Als das feindliche Geschwader nicht länger aufzuhalten ist, wird entschieden, die eigenen Segelschiffe in der Bucht vor der Stadt zu versenken, um den direkten Zugang unmöglich zu machen. Für Admiral Nachimow eine schwere Entscheidung, die ihm nicht leicht fällt. Danach beginnen Tage der Verteidigung von Sewastopol, in denen Admiral Nachimow eine entscheidende, moralischen Rolle spielt, denn er taucht auf den gefährlichsten Schlachtfeldern auf und gibt den Männern durch seine ruhige und selbstbewusste Stimme Kraft und Mut. Er redet mit den einfachsten Soldaten, zeigt ihnen seine Wertschätzung. Als es den Feinden dann doch gelingt das Festland zu erreichen und der Kampf nun nicht nur mit Kanonen, sondern Mann gegen Mann erfolgt, kann er die einfache Landbevölkerung motivieren mit in den Kampf zu ziehen. Dabei beteiligt sich Nachimow in diesem kritischen Moment der Schlacht sogar selbst an der Abwehr der Feinde. Er zückt seinen Säbel und führt durch sein persönliches Beispiel die Soldaten zum Angriff. Wagemutig stürmt sein Heer an die Front und treibt den Feind zurück. Die Bastionen von Sewastopol ist damit vorerst gerettet.
Als mit den ersten Aufräumungsarbeiten begonnen wird, trifft Nachimow auf dem Malakhov-Hügel eine feindliche Kugel. Er stirbt 1855 und die Bewohner von Sewastopol schwören ihm zu Ehren Treue und Hingabe für ihre Heimat. 

## Hintergrund
Der Film stellt historische Ereignisse des Krimkrieges dar, angefangen mit dem Sieg der russischen Flotte unter Admiral Nachimow über die türkischen Gegner 1853. Die Idee zu einem Film über Nachimow entstand, nachdem ihm die gebührende Ehrung zuteilwurde und er, obwohl es schon einmal ein Denkmal von ihm gab, erst wieder 1940 durch ein Buch über ihn in Erinnerung gerufen wurde, dem weitere folgten (Sewastopol Strada und Admiral Nakhimov von A.I. Zonin). Ein symbolischer Schritt in der offiziellen Anerkennung von Nachimows Verdiensten war der Erlass des Präsidiums des Obersten Sowjets der UdSSR vom 3. März 1944 über die Errichtung eines nach ihm benannten Ordens (1. und 2. Grades) und einer Medaille für Marineschulen.
Die Dreharbeiten begannen 1945, sie fanden in Sewastopol, Odessa und in den Mosfilm-Pavillons statt.

## Kritiken
Unmittelbar nach der ersten Veröffentlichung bemängelte man, dass „der politische Faktor im Zusammenhang mit dem Ausbruch des Kalten Krieges nicht berücksichtig“ wurde, was „aus propagandistischer Sicht“ notwendig wäre, um „den Feind klarer darzustellen.“
Das Lexikon des internationalen Filmswertete: „Historischer Monumentalfilm über den Krimkrieg 1853–1856: Heldentaten des russischen Flottenchefs beim Sieg über die türkische Seemacht in der Bucht von Sinop und sein Tod im Kampf um Sewastopol. Geschichtliche Zusammenhänge werden zwecks Verherrlichung der sowjetischen Seemacht verzeichnet.“

## Auszeichnungen
- 1947 Internationales Filmfestival von Locarno: Best Cinematography für Anatoli Golownja und Tamara Lobowa.
- 1947 Preis der Filmfestspiele von Venedig für Kampfszenen, ein Ehrendiplom für die Rolle des Nachimow (Aleksey Dikiy).
- 1948 Stalinpreis 1. Grades im Bereich Literatur und Kunst (1947)